# Impedance
Impedance je komplexní veličina elektrického obvodu vyjádřená reálnou rezistancí a imaginární reaktancí, bránící průchodu elektrického proudu.
Značka: {\displaystyle Z\,\!}
Jednotka SI: ohm, značka {\displaystyle \Omega }

## Vyjádření impedance

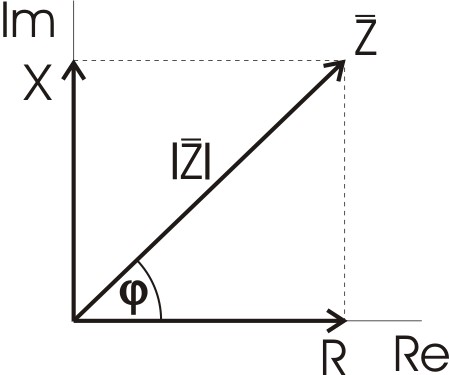
Impedance jako komplexní veličina

Komplexní impedanci {\displaystyle Z} vyjádříme v algebraickém (kartézském) tvaru:
{\displaystyle Z=R+jX},
kde
- {\displaystyle R>0} je rezistance; měří se v ohmech.
- {\displaystyle X>0} je reaktance; měří se v ohmech.
- {\displaystyle j\;=\;{\sqrt {-1}}} je imaginární jednotka (místo {\displaystyle i} značíme {\displaystyle j}),

resp. v goniometrickém (polárním) tvaru:
{\displaystyle \mathbf {Z} =|\mathbf {Z} |(\cos \varphi +\mathrm {j} \sin \varphi )=|\mathbf {Z} |e^{\mathrm {j} \varphi }},
kde {\displaystyle |\mathbf {Z} |={\sqrt {R^{2}+X^{2}}}} je absolutní hodnota impedance a {\displaystyle \varphi =\arctan {\left({\frac {X}{R}}\right)}} je úhel impedance.

## Parametry impedance
Harmonický proud a napětí můžeme vyjádřit vztahy:
{\displaystyle i=I_{max}e^{j\omega t}}; {\displaystyle u=U_{max}e^{j(\omega t+\phi )}}
kde {\displaystyle \phi } je fázový posun napětí vůči proudu,
impedanci poté vyjádříme z Ohmova zákona:

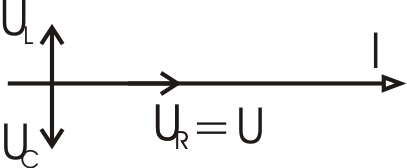
fázový posun napětí vůči proudu

{\displaystyle Z={\frac {u}{i}}={\frac {U_{max}}{I_{max}}}e^{j\phi }}

### Odpor
Rezistorem o odporu {\displaystyle R} procházející proud {\displaystyle i} má vůči napětí {\displaystyle u} nulový fázový posun:
{\displaystyle Z_{R}=R}

### Indukčnost
Cívkou o indukčnosti {\displaystyle L} procházející proud {\displaystyle i} indukuje napětí {\displaystyle u}:
{\displaystyle u=L{\frac {\operatorname {d} \!i}{\operatorname {d} \!t}}=L{\frac {\operatorname {d} }{\operatorname {d} \!t}}I_{max}e^{j\omega t}=j\omega LI_{max}e^{j\omega t}\,\,\,\,\,} tj. {\displaystyle Z_{L}=j\omega L}

### Kapacita
Kondenzátor o kapacitě {\displaystyle C} se při napětí {\displaystyle u} nabije nábojem {\displaystyle q}:
{\displaystyle -q=Cu=\int i\operatorname {d} \!t=\int I_{max}e^{j\omega t}\operatorname {d} \!t={\frac {1}{j\omega }}I_{max}e^{j\omega t}\,\,\,\,\,} tj. {\displaystyle u={\frac {1}{j\omega C}}I_{max}e^{j\omega t}\,\,\,\,\,} tj. {\displaystyle Z_{C}={\frac {1}{j\omega C}}}

## Zapojení impedancí

### Sériové zapojení impedancí
{\displaystyle \mathbf {Z} =\mathbf {Z} _{1}+\mathbf {Z} _{2}=(R_{1}+R_{2})+\mathrm {j} (\mathrm {X} _{1}+\mathrm {X} _{2})\quad }

### Paralelní zapojení impedancí
{\displaystyle \mathbf {Z} =\left(\mathbf {Z} _{1}^{-1}+\mathbf {Z} _{2}^{-1}\right)^{-1}={\mathbf {Z} _{1}\mathbf {Z} _{2} \over \mathbf {Z} _{1}+\mathbf {Z} _{2}}\quad }

## Měření impedancí
Při měření impedance musíme napájet obvod vždy střídavým proudem, v případě proudu stejnosměrného bychom měřili pouze reálnou složku impedance.

### Měření voltmetrem, ampérmetrem a wattmetrem

#### Vztahy
Podíl efektivních hodnot napětí a proudu nám dá absolutní hodnotu impedance.
{\displaystyle |\mathbf {Z} |={\frac {U}{I}}}
Velikost fázového posunu
{\displaystyle \ P=UI\cos \varphi }
Velikost činného odporu
{\displaystyle P=RI^{2}=>R={\frac {P}{I^{2}}}}
Velikost reaktance
{\displaystyle X=|\mathbf {Z} |\sin \varphi }
Velikost vlastní indukčnosti (pro induktivní charakter zátěže)
{\displaystyle L={\frac {X}{2\pi f}}}
Velikost elektrické kapacity (pro kapacitní charakter zátěže)
{\displaystyle \ C={\frac {1}{2\pi fX}}}

#### Hraniční impedance
Velikost hraniční impedance určuje, zda je vhodnější použít zapojení pro malé nebo pro velké impedance.
{\displaystyle |\mathbf {Z_{h}} |\approx {\sqrt {(R_{A}+R_{WP}){\frac {R_{V}R_{WN}}{R_{V}+R_{WN}}}}}}
{\displaystyle R_{A}} - vnitřní odpor ampérmetru
{\displaystyle R_{V}} - vnitřní odpor voltmetru
{\displaystyle R_{WP}} - vnitřní odpor proudové cívky wattmetru
{\displaystyle R_{WN}} - vnitřní odpor napěťové cívky wattmetru
Tato metoda není přesná, protože velikosti jednotlivých složek zjišťujeme více výpočty. Používá se pouze pro orientační měření.

### Metoda tří ampérmetrů
Neznámou impedanci {\displaystyle Z_{x}} zapojíme paralelně se známým odporovým normálem {\displaystyle R_{N}}. Třemi ampérmetry měříme efektivní hodnoty proudů v jednotlivých větvích i proud celkový. Metoda tří ampérmetrů je nejpřesnější, jsou-li proudy {\displaystyle I_{R}} a {\displaystyle I_{Z}} stejně velké a fázový posun způsobený měřenou impedancí je velký.
Velikost napětí
{\displaystyle \mathbf {U} =\mathbf {Z_{x}} \mathbf {I_{Z}} =R_{N}\mathbf {I_{R}} }
Velikost absolutní hodnoty impedance
{\displaystyle \mathbf {|Z_{x}|} ={\frac {RI_{R}}{I_{Z}}}}
Podle prvního Kirchhoffova zákona platí
{\displaystyle \mathbf {I} =\mathbf {I_{R}} +\mathbf {I_{Z}} }
Podle fázorového diagramu platí pro úhel {\displaystyle \varphi '} kosinová věta
{\displaystyle I^{2}=I_{Z}^{2}+I_{R}^{2}-2I_{R}I_{Z}\cos \varphi '}
Pro {\displaystyle \cos \varphi '} platí
{\displaystyle \cos \varphi '=-{\frac {I^{2}-I_{Z}^{2}-I_{R}^{2}}{2I_{R}I_{Z}}}}
Pro úhel {\displaystyle \varphi } platí
{\displaystyle \ \varphi =180-\varphi '}
Pro {\displaystyle \cos \varphi } platí
{\displaystyle \ \cos \varphi =-\cos \varphi '}
{\displaystyle \cos \varphi ={\frac {I^{2}-I_{Z}^{2}-I_{R}^{2}}{2I_{R}I_{Z}}}}
Jednotlivé složky impedance budou mít velikost:
{\displaystyle \ R_{x}=\mathbf {|} Z|\cos \varphi }
{\displaystyle \ X_{x}=\mathbf {|} Z|\sin \varphi }
Pro činný výkon na zátěži platí:
{\displaystyle P=U_{Z}I_{Z}\cos \varphi =R_{N}I_{R}I_{Z}{\frac {I^{2}-I_{Z}^{2}-I_{R}^{2}}{2I_{R}I_{Z}}}={\frac {R_{N}}{2}}(I^{2}-I_{R}^{2}-I_{Z}^{2})}

### Metoda tří voltmetrů
Měřená impedance {\displaystyle Z_{x}} je zapojena v sérii s odporovým normálem {\displaystyle R_{N}}. Pomocí tří voltmetrů měříme efektivní hodnoty úbytků napětí na normálu, na měřené impedanci a napětí celkové.
Podle fázorového diagramu platí pro úhel {\displaystyle \varphi '} kosinová věta
{\displaystyle U^{2}=U_{Z}^{2}+U_{R}^{2}-2U_{R}U_{Z}\cos \varphi '}
Pro {\displaystyle \cos \varphi '} platí
{\displaystyle \cos \varphi '=-{\frac {U^{2}-U_{Z}^{2}-U_{R}^{2}}{2U_{R}U_{Z}}}}
Pro úhel {\displaystyle \varphi } platí
{\displaystyle \ \varphi =180-\varphi '}
Pro {\displaystyle \cos \varphi } platí
{\displaystyle \ \cos \varphi =-\cos \varphi '}
{\displaystyle \cos \varphi ={\frac {U^{2}-U_{Z}^{2}-U_{R}^{2}}{2U_{R}U_{Z}}}}
Jednotlivé složky impedance budou mít velikost:
{\displaystyle \ R_{x}=\mathbf {|} Z|\cos \varphi }
{\displaystyle \ X_{x}=\mathbf {|} Z|\sin \varphi }
Pro činný výkon na zátěži platí:
{\displaystyle P=U_{Z}I_{Z}\cos \varphi ={\frac {U_{Z}U_{R}}{R_{N}}}{\frac {U^{2}-U_{Z}^{2}-U_{R}^{2}}{2U_{R}U_{Z}}}={\frac {U^{2}-U_{R}^{2}-U_{Z}^{2}}{2R_{N}}}}

#### Hraniční impedance
Zda máme použít k měření impedance metodu tří ampérmetrů nebo voltmetrů rozhodne hodnota hraniční impedance. Pro určení její velikosti platí vztah:
{\displaystyle \mathbf {Z_{h}} \approx {\sqrt {R_{A}R_{V}}}}
{\displaystyle R_{A}} - vnitřní odpor ampérmetrů
{\displaystyle R_{V}} - vnitřní odpor voltmetrů
Je-li {\displaystyle |\mathbf {Z_{x}} |<|\mathbf {Z_{h}} |}, je pro měření vhodnější metoda tří voltmetrů, pro {\displaystyle |\mathbf {Z_{x}} |>|\mathbf {Z_{h}} |} je pro měření vhodnější metoda tří ampérmetrů.

### Obecný můstek

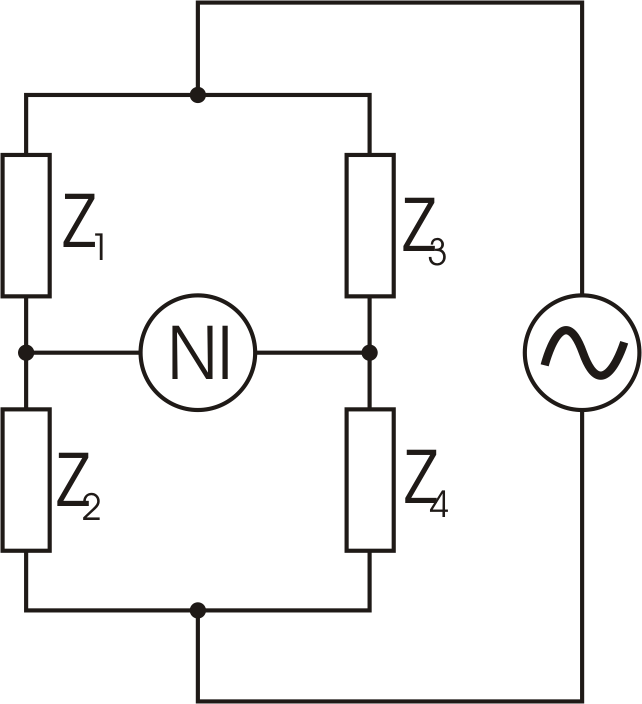
Obecný můstek

Jde o obdobu Wheatstoneova můstku pro měření odporů. Pokud je v některé z podmínek rovnováhy zastoupena frekvence, je můstek frekvenčně závislý a lze ho použít nejen k měření impedancí, ale také k měření frekvencí. Pro měření impedancí jsou výhodnější, frekvenčně nezávislé můstky. Střídavé můstky jsou napájeny z oscilátoru. Nulové indikátory (NI) indikují vyvážení můstku. K tomu se nejčastěji používá osciloskop. Abychom omezili vnější rušivé vlivy, musí být můstky pečlivě zemněny a stíněny.

#### Podmínka rovnováhy
{\displaystyle \mathbf {Z_{1}} \mathbf {Z_{4}} =\mathbf {Z_{2}} \mathbf {Z_{3}} }
{\displaystyle \mathbf {Z} =R\pm \mathrm {j} X}
Dosadíme-li za jednotlivé hodnoty impedancí hodnoty v exponenciálním tvaru, bude platit:
{\displaystyle \mathbf {Z_{1}} e^{\mathrm {j} \varphi _{1}}\mathbf {Z_{4}} e^{\mathrm {j} \varphi _{4}}=\mathbf {Z_{2}} e^{\mathrm {j} \varphi _{2}}\mathbf {Z_{3}} e^{\mathrm {j} \varphi _{3}}}
{\displaystyle \mathbf {Z_{1}} \mathbf {Z_{4}} e^{\mathrm {j} (\varphi _{1}+\varphi _{4})}=\mathbf {Z_{2}} \mathbf {Z_{3}} e^{\mathrm {j} (\varphi _{2}+\varphi _{3})}}
Když tuto rovnici rozdělíme na dvě skalární, dostaneme dvě podmínky rovnováhy.
{\displaystyle |\mathbf {Z_{1}} ||\mathbf {Z_{4}} |=|\mathbf {Z_{2}} ||\mathbf {Z_{3}} |}
{\displaystyle \ \varphi _{1}+\varphi _{4}=\varphi _{2}+\varphi _{3}}

### Číslicové měřiče impedancí
Číslicové měřiče impedancí mohou pracovat na různých principech, často se využívá převodník impedance-napětí nebo převodník admitance-napětí s využitím operačních zesilovačů.

## Impedance a norma
S impedancí se lze také setkat při posuzování bezpečnosti elektrických instalací NN (například při revizích). Podmínky pro impedanci sítě TN (běžný druh sítě, nejčastěji používaný, např. i v bytových instalacích), stanoví ČSN 33 2000-4-41 ed.2 v článku 411.4.4. (dříve stará, dnes již neplatná ČSN 33 2000-4-41 v článku 413.1.3.3). Velikost impedance sítě TN určuje bezpečnost instalace tím, že je směrodatná pro rychlost vypnutí předřazeného jisticího přístroje (pojistka, jistič apod.). Aby jistící přístroj vypnul při poruše v dostatečně krátkém čase, musí být impedance dostatečně nízká. Podrobněji viz výše uvedená ČSN.